# Namnlöstjärnen (Sorsele socken, Lappland)
Namnlöstjärnen är en sjö i Sorsele kommun i Lappland och ingår i Umeälvens huvudavrinningsområde.